# Koemoech
Koemoech (Russisch : Кумух ; Lak : Гъумук, Qoemoek) ook bekend als Gazi-Koemoech is een dorp en het administratieve centrum van het district Lakski in Dagestan. Het is gelegen aan de oevers van de Kazikoemoech-koysoe, een zijtak van de Soelak. 

## Etymologie
De Laken gebruiken de naam "Lak" of "Lakral Kanoe" (de Lak-plaats) om naar Koemoech te verwijzen. De naam van de omliggende dorpen als "Lakral Sjarchoerdoe" betekent dat ze de Laken behoren. Naar alle waarschijnlijkheid woonden de Laken in de oudheid in het kleine dorpje Lak. Het toponiem "Lak" werd alleen in de Lak-taal overgenomen. In de opvatting van de Laken was Koemoech een fort van de plaats Lak en werd vervolgens in algemene zin de hoofdstad van het vorstendom Lak.
Historische literatuur noemt Koemoech in verschillende vormen. Al-Masudi noemde in de 10e eeuw "Goemik" als een stad of een vorstendom. Al-Kufi noemde in de 10e eeuw het fort "'Amik", hetgeen wordt opgevat als "Goemik". Ibn Rushd noemde in de 10e eeuw Koemoech als een fort "Alal en Goemik". Het voorvoegsel "Alal" kan worden opgevat als "al-Lak", wat de naam was van de inwoners van Koemoech of haar territorium.
In de 14e eeuw wordt Koemoech vermeld als "Gazi-Goemoek" (in Lak). Het voorvoegsel "Gazi" betekende dat Koemoech een islamitisch militaire en politieke centrum was. In de 14e eeuw noemden Turkse historici de plaats "Gazi-Koemoek" (het bezit van de sjamchal). In de 17e-eeuwse kroniek Derbend-nameh werd de plaats tijdens de 6e eeuw en 8e eeuw "Koemoek" genoemd. In de 19e eeuw noemden de Russen die Koemoech veroverden het "Kazi-Koemyk" en zijn inwoners de "Lak", wat voor de Laken ook een toponiem was.

## Geschiedenis
Koemoech is het historische centrum van de Laken. Het bestond al voordat ze zich tot de islam bekeerden. De eerste betrouwbare informatie over Koemoech dateert uit de 6e eeuw toen het deel uitmaakte van het Sassanidische Rijk In 734 werd Koemoech onderdeel van het kalifaat van de Omajjaden. Generaal en historicus Vasili Potto schreef: "De Arabieren hebben iemand genaamd Sjah-Bal tot heerser van de Laken benoemd." In 778 werd de bouw van de eerste moskee van Koemoech voltooid, en vestigde de islam zich in Lakkië. 
Gazi-Koemoech was een belangrijk handels- en politiek centrum in Dagestan en de hoofdstad van het kanaat Gazi-Koemoech. Tijdens het Russische Keizerrijk was de nederzetting de administratieve hoofdstad van de okroeg Kazikoemoech.
- Gemeinsame Normdatei: 1033388602
- Virtual International Authority File: 297904335